# Scandlines
Scandlines is een rederij met veerschepen op de routes Rødby – Puttgarden en Gedser – Rostock tussen Denemarken en Duitsland. Voor deze diensten beschikt Scandlines over zeven veerboten. Op jaarbasis heeft Scandlines ruim 41.500 afvaarten en vervoert het zo'n zeven miljoen passagiers, 1,7 miljoen personenauto’s en 700.000 vrachtwagens op de twee routes. De route tussen Rødby en Puttgarden is veruit de meest gebruikte van de twee.
Scandlines heeft twee dochterondernemingen, Scandlines Danmark ApS en Scandlines Deutschland GmbH, die actief zijn in deze landen.

## Geschiedenis
In 1903 voer de eerste spoorveerboot tussen Gedser in Denemarken en Warnemünde in Duitsland. De eigenaren waren Danske Statsbaner (DSB) en een Duitse staatsrederij.
In 1963 werd een tweede dienst toegevoegd, de Vogelfluglinie tussen Rødby en Puttgarden. Dit verkorte de reistijd tussen Kopenhagen en Hamburg aanzienlijk.
In 1995 werd aan de Deense kant DSB rederi opgericht. In 1997 kreeg het een nieuwe naam Scandlines. Deze naam was al sinds 1991 in gebruik op de route Helsingør-Helsingborg. In 1998 fuseerden de twee rederijpartners, het Deense Scandlines en het Duitse DFO, en gingen samen verder als Scandlines. De twee aandeelhouders waren Deense ministerie van Transport en Deutsche Bahn.
Scandlines werd in 2007 geprivatiseerd en verkocht aan het Britse 3i Infrastructuurfonds, de Duitse investeringsmaatschappij Allianz Capital en de rederij Deutsche Seereederei.
Tussen 1999 en 2015 werd een deel van de veerbootroutes van Scandlines verkocht. Molslinjen nam de route Aarhus-Kalundborg over en de route Helsingør-Helsingborg ging naar ForSea Ferries.
In december 2019 werd het vervoer van treinen met de veerboot gestaakt.
In 2020 werd de Copenhagen uitgerust met een Flettner aandrijving. Op de werf werd een 30 meter hoge pijp, diameter vijf meter, midscheeps geïnstalleerd. Verwacht wordt de uitstoot met zo'n 5% verlaagd zonder concessies te doen aan de vaarsnelheid. Het zusterschip Berlin is een jaar later met een vergelijkbare installatie uitgerust.
In 2023 werd gevierd dat de Beeline dienst, tussen Puttgarden – Rødby, zestig jaar bestaat. Sinds het begin zijn meer dan 315 miljoen passagiers aan boord geteld. De Rostock-Gedserroute bestond toen 120 jaar. In 1903 werd de verbinding tussen Warnemünde-Gedser opgestart al verhuisde de Duitse steiger naar Rostock in 1995.
In 2021 bestelde Scandlines een nieuwe emissievrije vrachtveerboot. Het is een hybride boot met een accupakket van 10 MWh en komt laat in 2024 of begin 2025 in de vaart. Er kunnen 66 vrachtwagens en 140 passagiers mee en de boot zal worden ingezet op de route Rødby – Puttgarden. In augustus 2024 was het schip E/V Futura gereed voor de testvaarten. In september 2025 kunnen de batterijen van het schip in 12 minuten worden opgeladen in beide havens.

## Activiteiten
Scandlines exploiteert twee veerbootroutes tussen Denemarken en Duitsland.
- Rødby – Puttgarden: hier varen vier schepen met dagelijks 96 afvaarten. De vaartijd tussen beide havens is zo’n 45 minuten.
- Gedser – Rostock: op deze route worden twee schepen ingezet en maximaal 20 afvaarten per dag. De vaartijd bedraagt twee uur.

Verder exploiteert het bedrijf nog drie grenswinkels in Puttgarden en Rostock. De winkels worden vooral bezocht door Scandinaviërs die willen profiteren van de lagere prijzen in Duitsland.
De omzet ligt tussen de 450 en 500 miljoen euro op jaarbasis. Hiervan wordt ongeveer een vijfde behaald met de verkopen in de grenswinkels en de rest met de transportdiensten.

### Vloot
Scandlines veerschepen op de route Rødby-Puttgarden:
| Naam                | Bouwjaar | Tonnage | Passagiers | Opmerking | Foto |
| ------------------- | -------- | ------- | ---------- | --------- | ---- |
| Prins Richard       | 1997     | 14.621  | 1140       | Hybride   |      |
| Prinsesse Benedicte | 1997     | 14.621  | 1140       | Hybride   |      |
| Schleswig-Holstein  | 1997     | 15.187  | 1200       | Hybride   |      |
| Deutschland         | 1997     | 15.187  | 1200       | Hybride   |      |

Idem op de route Gedser-Rostock:
| Naam       | Bouwjaar | Tonnage | Passagiers | Opmerking                        | Foto                               |
| ---------- | -------- | ------- | ---------- | -------------------------------- | ---------------------------------- |
| Berlin     | 2012     | 22.319  | 1300       | Hybride met Flettner aandrijving | Berlin voor installatie rotor sail |
| Copenhagen | 2012     | 22.319  | 1300       | Hybride met Flettner aandrijving |                                    |

Vracht:
| Naam               | Bouwjaar | Tonnage | Passagiers | Opmerking            | Foto |
| ------------------ | -------- | ------- | ---------- | -------------------- | ---- |
| Kronprins Frederik | 1981     | 16.071  | 1400       | Vracht en in reserve |      |
| Futura             | 2024     | TBD     | 140        | E-Ferry Vracht       |      |

A.P. Møller - Mærsk · Ace link · AlsFærgen · BornholmerFærgen · Bornholms Færgen af 1962 · Bornholmstrafikken · Canal Tours · Centrumlinjen · Christiansøfarten · C.K. Hansen · Clipper Group · Dampskibsselskabet Norden · Dampskibsselskabet paa Bornholm af 1866 · Dampskibsselskabet Thingvalla · Dampskibsselskabet Torm · Dampskibsselskabet Øresund · Danish Cruise Line · Dannebrog Rederi · Det Dansk-Franske Dampskibsselskab · Det Østbornholmske Dampskibsselskab · DFDS · FanøFærgen · Færgen · Færgeselskabet Læsø K/S · Peter F. Heering/Cherry Heering Line · Hjejleselskabet · J. Lauritzen · Kattegat-ruten · Københavns Kul & Koks Kompagni · LangelandsFærgen · Maersk Line · Maersk Tankers · Mols-Linien · Moltzau Line · Netto-Bådene · Randers Fjords Færgefart · Royal Arctic Line · SamsøFærgen · Samsø Rederi · Scandlines · Ove Skou Rederi · Sundbusserne · Svitzer · Det Østasiatiske Kompagni (Ø.K.) · Viking Baadene 